# Haberbusch i Schiele

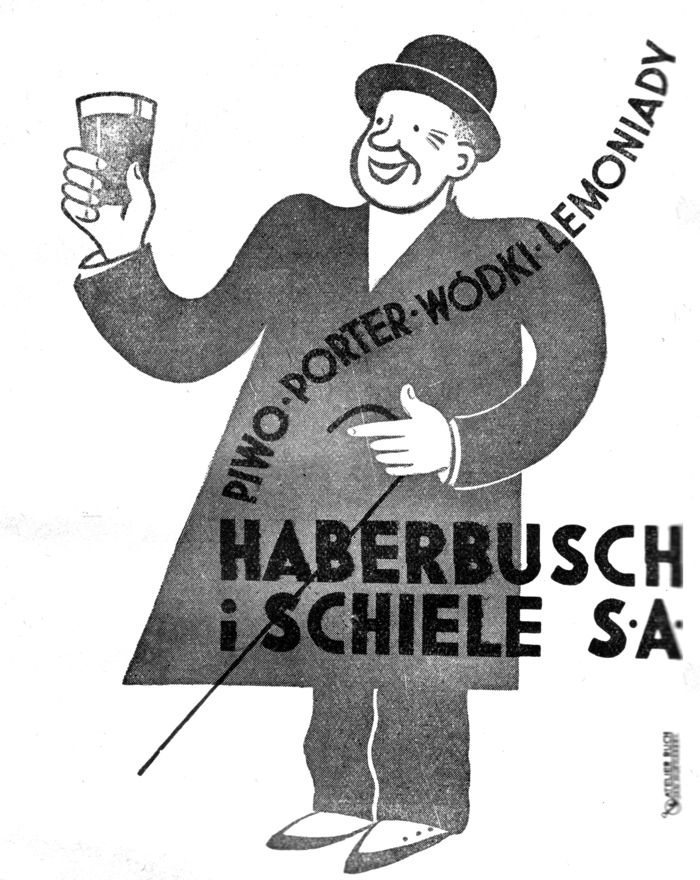
Werbung aus dem Jahr 1936

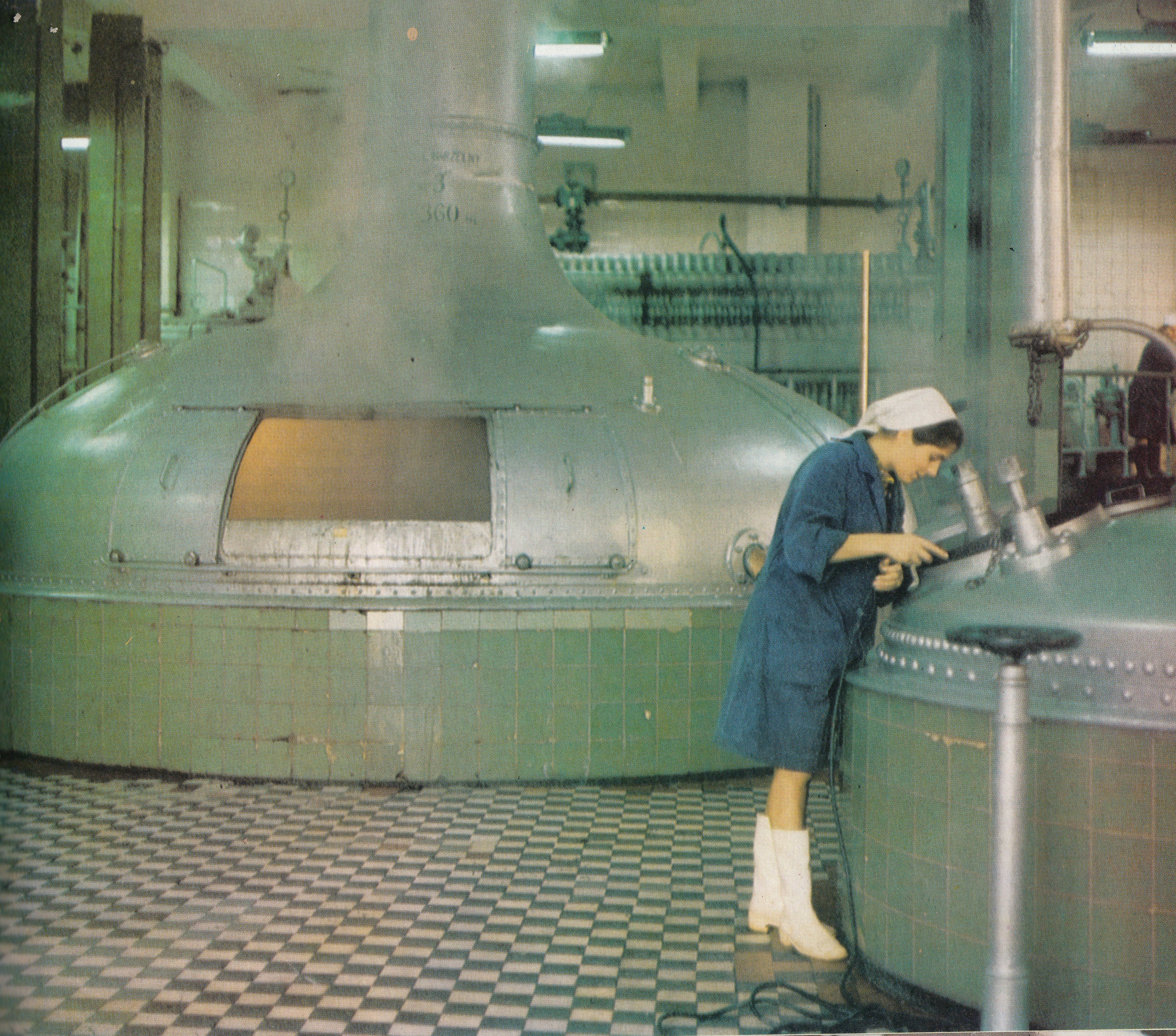
Maischebottiche der Warszawskie Zakłady Piwowarskie in den 1970er Jahren

Die Warschauer Brauerei Haberbusch i Schiele S.A. (genauer: Społka Akcyjna Zjednoczonych Browarów Haberbusch i Schiele, auf Deutsch: Aktiengesellschaft Vereinigte Brauereien Haberbusch und Schiele) war in der Zwischenkriegszeit eine der bedeutendsten Brauereien Polens und gehörte zu den größten Unternehmen der Art in Europa. Die letzte in Warschau noch produzierende Brauerei existiert heute nicht mehr. Einige der historischen Gebäude sind Teil eines hier in den 2010er Jahren errichteten, modernen Gebäudekomplexes geworden.

## Geschichte
Konstanty Schiele (1817–1886), Sohn des deutschstämmigen Burghardt Schiele, kaufte gemeinsam mit seinem Schwager Błażej Haberbusch (1806–1878) im Jahr 1846 eine Brauereianlage im Warschauer Stadtteil Wola. Verkäufer der aus der Konkursmasse des Unternehmens Schöffer i Glimpf stammenden und auf die Herstellung von Porter-Bier spezialisierten Brauerei war die Bank Polski. Unter Beteiligung des gemeinsamen Schwiegervaters der beiden Jungunternehmer, Henryk Klawe (1790–1868), wurde die Brauerei Haberbusch, Schiele i Klawe gegründet, die zunächst 20 Arbeiter beschäftigte. Die Produktpalette wurde um Pilsener, „Kulmbacher“ und „bairisches Bier“ (auch: „Bairischbier“) ergänzt. 1850 konnte eine weitere, kleine Warschauer Brauerei übernommen und in das Unternehmen integriert werden.
Nach dem Ausscheiden des Gründungsgesellschafters Klawe firmierte die Brauerei ab 1865 nur noch unter Haberbusch i Schiele. 1880 wurde mit der Einrichtung einer Abfüllanlage in Kiew der Export in die Ukraine begonnen. Nun wurde neben dem Weichselland die Ukraine ein wichtiger Absatzmarkt. 1898 firmierte das Unternehmen als Towarzystwo Akcyjne Browaru Parowego i Fabryki Sztucznego Lodu p.f. Haberbusch i Schiele mit Sitz in der ul. Krochmalna 59. Das Stammkapital der Aktiengesellschaft betrug 1.500.000 Rubel. Die hohe Qualität der erzeugten Biere wurde durch zahlreiche Auszeichnungen auf Messen dokumentiert. So erhielt das Unternehmen 1885 eine Silbermedaille auf der Agrar- und Industrieausstellung (Wystawy Rolniczo-Przemysłowej) in Warschau, 1896 eine weitere Silbermedaille bei der Allrussischen Industrie- und Handwerksausstellung in Nischni Nowgorod, ein Diplom bei einer Hygieneausstellung 1896 in Warschau sowie eine Goldmedaille 1910 in Odessa. 1914 waren in der Brauerei bereits rund 250 Arbeiter angestellt.

### Erster Weltkrieg
Der Erste Weltkrieg führte zu Plünderungen zunächst seitens abrückender russischer Einheiten, nachfolgend durch die deutsche Besatzungsmacht. In der Besatzungszeit wurde die Produktion der üblichen Biersorten untersagt, so dass nur ein Dünnbier mit einem geringeren Alkoholgehalt unter der von den deutschen Behörden genehmigten Marke „Amata“ hergestellt und vertrieben werden konnte.

### Zwischenkriegszeit
Zwei Söhne des Gründers, Feliks und Kazimierz Schiele (1860–1931) folgten als Nachfolger in der Betriebsleitung. Nachdem bereits 1920 die Warszawskie Towarzystwo Akcyjne Wyrobu Piwa „Herman Jung” in Haberbusch i Schiele aufgegangen war, fusionierte das Unternehmen 1921 mit vier weiteren, durch den Krieg wirtschaftlich angeschlagenen Warschauer Brauereien (Edward Reych i Synowie, Karol Machlejd, Seweryn Jung sowie Korona) zur Społka Akcyjna Zjednoczonych Browarów Haberbusch i Schiele. Die Eigentümer der zusammengeschlossenen Brauereien erhielten Aktien im Verhältnis der eingebrachten Werte. Dieses Brauereikonglomerat beschäftigte rund 500 Mitarbeiter und besaß verschiedene Betriebsgrundstücke in Warschau, die sich vorwiegend im Bereich der Straßen ul. Grzybowska, ul. Wronia, ul. Chłodnia und ul. Żelazna im Stadtteil Wola befanden. Daneben wurden Immobilien in Białystok, Kalisz und Łódź unterhalten. Zum Fuhrpark gehörten 30 Eisenbahnkühlwagen, 25 LKW sowie rund 100 Kutschpferde. Neben Bier (Helles, Dunkles, Export sowie Porter) wurden auch gashaltige Getränke, Limonaden, Liköre (wie der „Cherry Brandy“ mit 40 Alkohol-Volumenprozent) und Wodka produziert. Das Logo des Unternehmens beinhaltete die Darstellung einer Sphinx. Die Brauerei betrieb in Warschau mehrere Biergärten und Lokale, darunter die „Artistenbar“. Mitarbeitern wurden viele soziale Leistungen zuteil. So wurde für sie eine Unfall- und Arbeitslosigkeitsversicherung abgeschlossen und eine Ambulanz mit Apotheke, ein Bad, ein Kindergarten, eine Vorschule sowie eine Ferienanlage in der nahe Warschau gelegenen Ortschaft Jabłonna unterhalten.

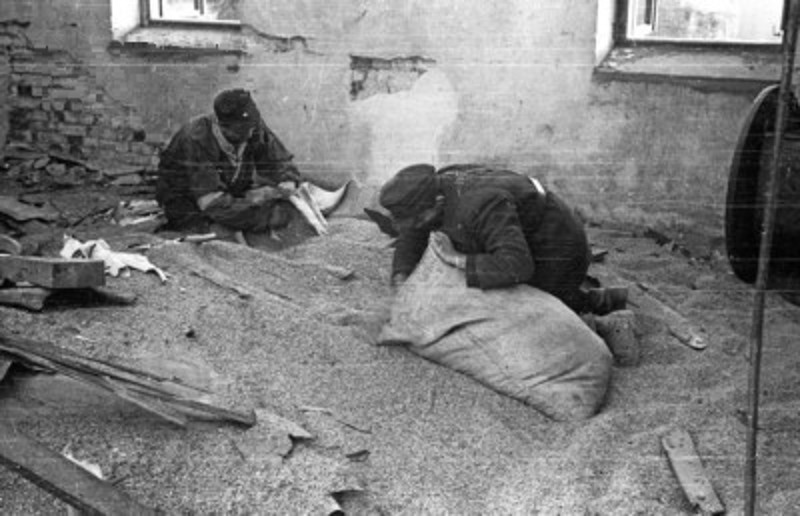
Aufständische beim Einsacken von Gerste in einem Getreidelager der Brauerei in der damaligen ul. Ceglana 4/6 im August 1944

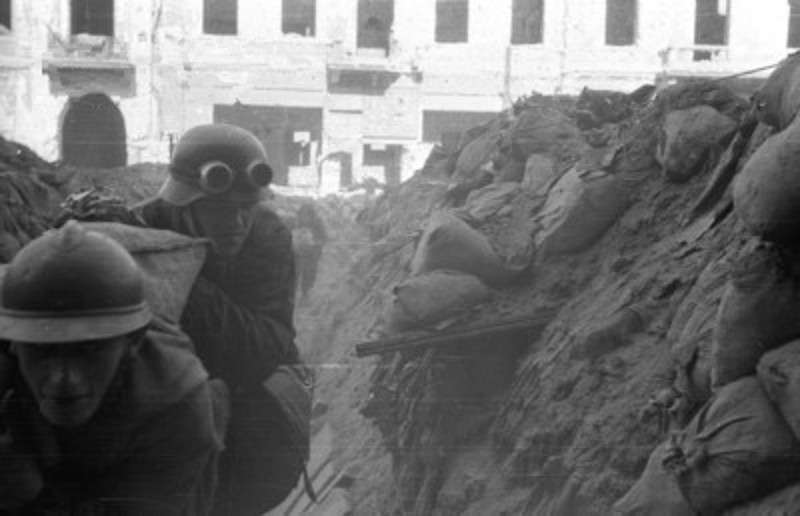
Der lebensgefährliche Transport der Haberbusch i Schiele-Getreidesäcke unter dem Beschuss deutscher Einheiten

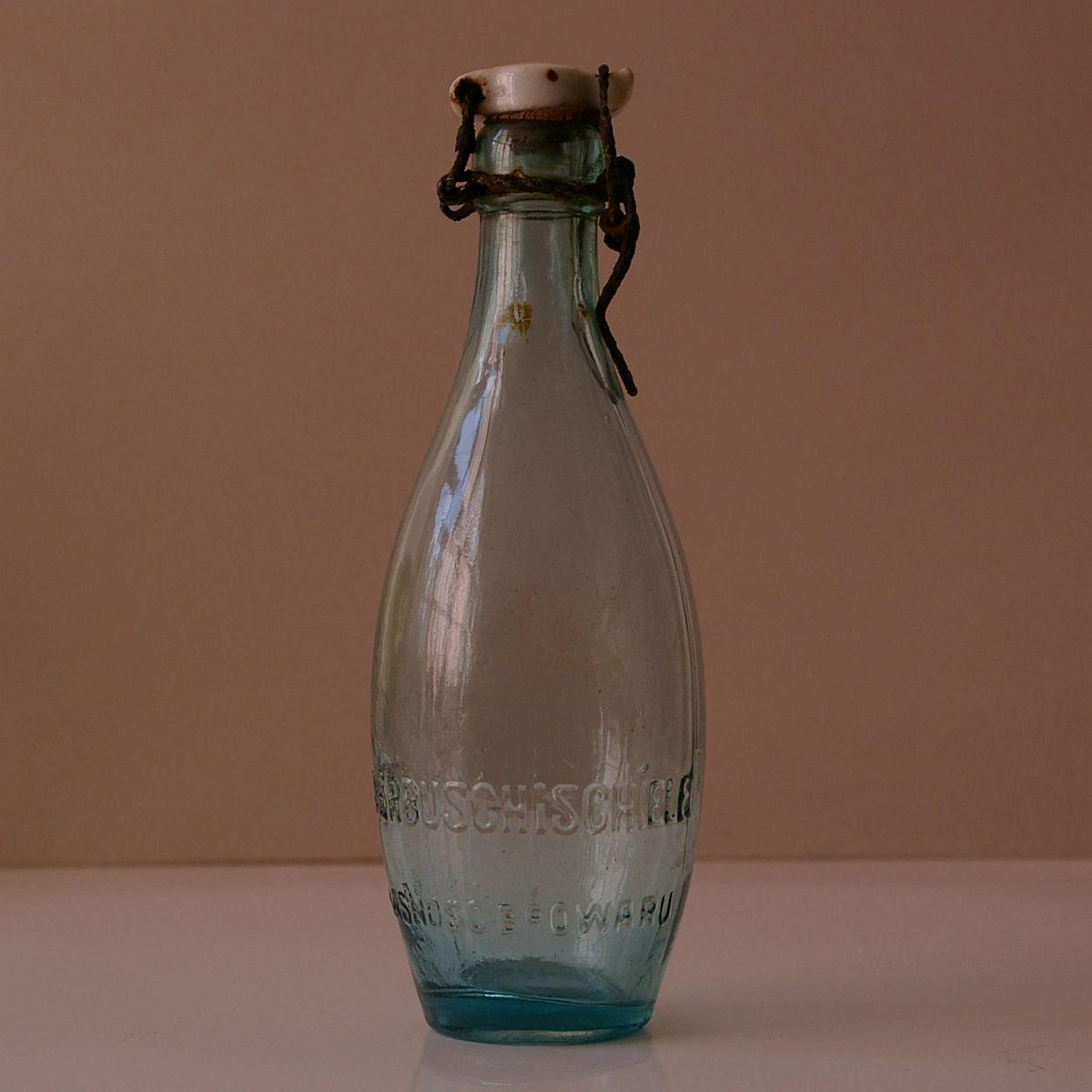
Charakteristische Pfandflasche der Brauerei aus den 1940er Jahren

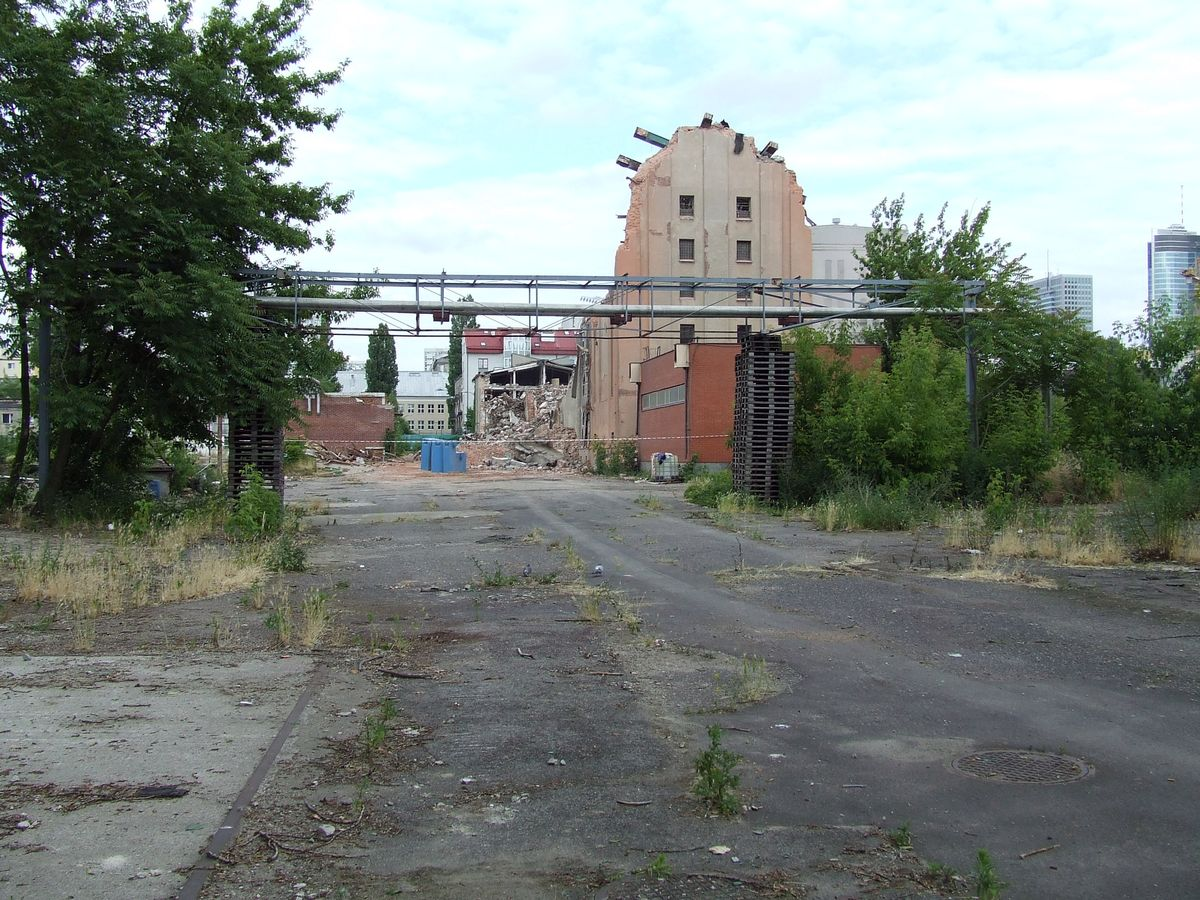
Heute nicht mehr existierende Ruinen (Nachkriegsbauten) der Brauerei im Jahr 2008

### Zweiter Weltkrieg
Beim Angriff der deutschen Truppen im September 1939 kam es mehrfach zu Bombardierungen der Fabrik, bei denen vor allem das Heizkraftwerk beschädigt wurde. Nach dem Einmarsch der Deutschen in Warschau wurde die bisherige Geschäftsleitung des Unternehmens um einen von den Besatzern eingesetzten Kommissar ergänzt. Es kam zu Reglementierungen (Gehälter und Abgabepreise) sowie einer Beschränkung des Vertriebs in Warschau zugunsten eines erweiterten Verkaufs im Generalgouvernement. In den folgenden Kriegsjahren wurden unter Anfertigung falscher Ausweispapiere in der Brauerei von der Besatzungsmacht gesuchte Widerstandskämpfer beschäftigt. Der Schmuggel von Lebensmitteln in das an das Werksgelände angrenzende jüdische Ghetto wurde ebenfalls von der (polnischen) Unternehmensleitung geduldet. Im Oktober 1943 kam es dann zur Verhaftung von Betriebsdirektor Aleksander Schiele (1890–1976) und dessen 19-jährigen Sohn Jerzy durch die Gestapo. Die beiden wurden im Warschauer Pawiak-Gefängnis inhaftiert und unter Gewaltanwendung verhört. Konstanty Schiele wurde aus der Haft entlassen, sein Sohn wegen Aktivitäten in der Heimatarmee auf Anweisung Heinrich Himmlers erschossen.
Im Warschauer Aufstand lieferten die enormen Getreidelager (Weizen und Gerste) der Brauerei Nahrungsmittel für die hungernden Bewohner der eingeschlossenen Warschauer Altstadt, deren Ernährungslage durch Flüchtlinge aus anderen Stadtteilen zusätzlich verschärft wurde. Freiwillige Träger des Getreides wurden aufgrund der Gefahr einer Entdeckung mit einem Verdienst von zwei Kilogramm je zehn Kilogramm an die Quartiermeisterei geliefertes Getreide für den Eigenbedarf entlohnt. Später dienten Gebäudekeller der umkämpften Fabrik als Hauptquartier der zur Heimatarmee gehörenden II. Region des III. Subdistrikts in Wola (polnisch: II Rejon, Obwód III Wola) unter Hauptmann Wacław Stykowski (1912–1981, Pseudonym „Hal“).

### Nachkriegszeit
Nach Kriegsende baute Aleksander Schiele die zerstörte Brauerei in der ul. Grzybowska teilweise wieder auf, konnte mit ihr jedoch nicht mehr an die Erfolge der Vorkriegszeit anknüpfen.
Am 28. April 1949 verstaatlicht, wurde das in Warszawskie Zakłady Piwowarskie umfirmierte Unternehmen in der Folge dennoch bis zu dessen Pensionierung weiter von Schiele als Geschäftsführer geleitet, der daneben außerdem im Warschauer Büro für den Wiederaufbau der Hauptstadt tätig war.
Das bekannteste in der Brauerei produzierte Bier war dabei das „Królewskie“, das in Warschau in Flaschen und in der umliegenden Woiwodschaft Warschau in Fässern verkauft wurde. Am 19. Juli 1972 liefen in der Brauerei außerdem die ersten in Polen abgefüllten Flaschen Coca-Cola vom Band, die anschließend in den Warschauer Supermärkten Supersam und Sezam verkauft wurden.
Im Rahmen der Privatisierungswellen nach der politischen Wende in Polen wurde die Brauerei in den 1990er Jahren zwei weitere Male umbenannt, zunächst in Browary Warszawskie S.A. (1992), dann in Browary Warszawskie „Królewskie“ S.A. (1997), bis sie schließlich im Jahr 2000 von dem österreichischen Konzern Brau Union übernommen und im Rahmen der Neustrukturierung der Aktivitäten des Heineken-Konzerns in Polen 2004 abermals weiterverkauft wurde. Der neue Eigentümer allerdings verlegte die Produktion anschließend nach Warka, da deren Fortführung in der zentralen Stadtlage Warschaus inzwischen zu hohe Kosten verursacht habe. So wurde die Einstellung der Produktionsaktivitäten in Warschau mit einem kumulierten Verlust von rund 100 Millionen Złoty in den Jahren 2001 bis 2003 begründet. 250 Mitarbeiter verloren ihre Arbeit. Heutiger Eigentümer der Namensrechte der aufgelösten Brauerei ist die Grupa Żywiec S.A.

### Revitalisierung
Das ehemalige Betriebsgelände wurde im Jahr 2006 zunächst an die spanische Immobilienentwicklungsgesellschaft Grupo Prasa verkauft, die hier die Errichtung eines Gebäudekomplexes zu Büro- und Wohnzwecken plante. Die Nachkriegsgebäude auf dem Gelände wurden im Jahr 2007 abgerissen; drei Vorkriegsgebäude sowie ein Teil der Kelleranlagen standen unter Denkmalschutz und blieben erhalten. Nach einem Besitzerwechsel wurde ab dem Jahr 2016 ein multifunktionaler Neubau unter Einbeziehung der erhaltenen Bausubstanz realisiert.